# 온라인 약국
온라인 약국, 인터넷 약국, 주문배송 제약업체(mail-order pharmacy)는 인터넷에서 약을 주문하고 우편이나 운송업체를 통해서 전달하는 사업형태이다.

## 직접 배송
전통적인 약국 형태는 제조업자가 약을 분배하는 시스템에 의하므로, 그 검증이나 배포 관행을 준수한다. 의약품의 직접 배달은 편리하지만 때로는 통제되지 않는 유통에 문제가 있을 수 있다. 우편과 소포를 통한 약물 수송은 온도에 민감한 의약품의 경우 문제되기도 한다.

## 위험 및 문제
- 불법 또는 비 윤리적인 약국이 유통기한이 지나거나 대체 또는 위조된 약을 보낼 수 있다.
- 미성년자 또는 아동이 어른의 감독 없이도 주문할 수 있다.
- 이외에도 비밀 보호, 약물 포장 등의 문제가 있다.

## 각국의 현황
미국과 불가리아, 캐나다, 인도, 파키스탄, 영국에서 각 온라인 약국업체가 사업을 하고 있는 것으로 알려져 있다.